# Damcho Dorji

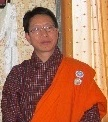
Damcho Dorji, 2016

Lyonpo Damcho Dorji (bhutanisch བློན་པོ་ དམ་ཆོས་རྡོ་རྗེ། Blonpo Damchos Rdorje; * 23. Juni 1965 in Khailo, Distrikt Gasa, Bhutan) ist seit August 2015 amtierender Außenminister von Bhutan.
Dorji besuchte die Punakha High School und das Sherubtse College in Trashigang.
Er erwarb die akademischen Grade eines Bachelor of Laws (LLB) am Government Law College in Mumbai, Indien, und eines Master of Laws (LLM) am Georgetown Law Centre der Georgetown University, Washington, D.C., USA.
Von 1991 bis 2000 diente Dorji als Stellvertreter des obersten Standesbeamten am Obersten Gerichtshof (Deputy Registrar General at the High Court) so wie von 2000 bis 2006 als Richter (Drangpon) am Gericht von Gelephu und den Distriktsgerichten von Sarpang, Mongar, Wangdue Phodrang und Punakha. Er diente auch als Direktor des Office of Leagal Affairs und war von 2006 bis 2007 erster Generalstaatsanwalt (Attorney General) von Bhutan.
Bei der ersten Parlamentswahl von 2008 wurde Dorji als Kandidat der People’s Democratic Party (PDP) für den Wahlkreis Khatoe-Laya, Gasa, gewählt. Nachdem die PDP die zweite Parlamentswahl im Jahr 2013 gewonnen hatte, wurde er zum Innen- und Kultusminister ernannt.
Im August 2015 löste er Rinzin Dorje als Außenminister ab.
Dorji ist verheiratet und hat vier Kinder. Er ist ein begeisterter Bogenschütze und Gärtner.